# Дайтон (Канзас)
Дайтон (англ. Dighton) — місто (англ. city) в США, в окрузі Лейн штату Канзас. Населення — 960 осіб (2020).

## Географія
Дайтон розташований за координатами 38°28′52″ пн. ш. 100°27′59″ зх. д. / 38.48111° пн. ш. 100.46639° зх. д. (38.481117, -100.466436).  За даними Бюро перепису населення США в 2010 році місто мало площу 2,27 км², уся площа — суходіл.

## Демографія
Згідно з переписом 2010 року, у місті мешкало 1038 осіб у 506 домогосподарствах у складі 282 родин. Густота населення становила 458 осіб/км².  Було 615 помешкань (271/км²).
Расовий склад населення:
| - 95,6 % — білих - 0,9 % — корінних американців - 0,6 % — чорних або афроамериканців - 0,3 % — азіатів |

До двох чи більше рас належало 2,4 %. Частка іспаномовних становила 3,1 % від усіх жителів.
За віковим діапазоном населення розподілялося таким чином: 20,8 % — особи молодші 18 років, 57,0 % — особи у віці 18—64 років, 22,2 % — особи у віці 65 років та старші. Медіана віку мешканця становила 46,2 року. На 100 осіб жіночої статі у місті припадало 93,7 чоловіків;  на 100 жінок у віці від 18 років та старших — 93,4 чоловіків також старших 18 років.
Середній дохід на одне домашнє господарство  становив 55 125 доларів США (медіана — 54 489), а середній дохід на одну сім'ю — 73 608 доларів (медіана — 66 442). За межею бідності перебувало 9,2 % осіб, у тому числі 2,8 % дітей у віці до 18 років та 2,7 % осіб у віці 65 років та старших.
Цивільне працевлаштоване населення становило 545 осіб. Основні галузі зайнятості: освіта, охорона здоров'я та соціальна допомога — 29,5 %, сільське господарство, лісництво, риболовля — 23,3 %, будівництво — 10,3 %, публічна адміністрація — 7,2 %.